# Romano Galvani
Romano Galvani (Manerbio, 25 agosto 1962) è un ex calciatore italiano.

## Carriera
Approda, da ragazzino, nella "Leonessa" di Brescia.
Cresce nella Cremonese con cui esordisce nella stagione 1980-1981, in Serie C1. Segue la scalata della società lombarda che conquista la massima serie nel giro di quattro stagioni con una doppia promozione (in B nel 1981 e in A nel 1984) dove non riesce a ottenere la salvezza.

Galvani (in piedi, primo da sinistra) nell'Avellino del 1985-1986

Nel 1985 rimane comunque in massima categoria, essendo acquistato dall'Avellino per una cifra non lontana da un miliardo di lire, ma non riesce ad affermarsi a pieno mettendo a referto solo 11 presenze e una rete in biancoverde. La stagione successiva scende di categoria passando al Bologna, dove registra 36 presenze e 2 reti. La stagione successiva approda al Pescara ritrovando la Serie A, ma dove, per via di dissidi con l'allenatore Giovanni Galeone, scende in campo solo 17 volte segnando due reti.
Ritornato a Bologna, dopo pochi mesi passa all'Inter in uno scambio di prestiti di cui è protagonista assieme a Mika Aaltonen: a Milano, 3 presenze da rincalzo gli permettono comunque di prender parte alla vittoria del cosiddetto scudetto dei record. Nel 1989 torna per la terza volta a Bologna, dove conquista una qualificazione in Coppa UEFA e poi segue la parabola discendente della compagine felsinea, che termina all'ultimo posto della massima serie nel 1991 e, l'anno successivo, arranca in cadetteria.
Nel 1992 si trasferisce al Palazzolo, in C1, dove conclude la carriera calcistica all'età di 31 anni. Appesi gli scarpini al chiodo, decide di abbandonare completamente il mondo del calcio.

## Palmarès
- Torneo Estivo del 1986: 1

Avellino: 1986
- Campionato italiano: 1

Inter: 1988-1989